# Panzerbrigade 21
De Duitse Panzerbrigade 21 was een Duitse Panzerbrigade van de Wehrmacht tijdens de Tweede Wereldoorlog. De brigade kwam slechts korte tijd in actie, tijdens Operatie Citadel in juli 1943.

## Krijgsgeschiedenis

### Oprichting
Panzerbrigade 21 werd opgericht op 27 juni 1943 in Rusland bij Orel uit de staf van Panzerregiment 21.

### Inzet
De brigade werd geactiveerd om de verschillende pantsereenheden te leiden in de Slag om Koersk (Operatie Citadel). De brigade werd ondergebracht bij het 9e Leger. De brigade voerde het bevel over de delen van de schwere Panzer-Abteilung 505 en twee Sturmgeschütz-Abteilungen.

### Einde
De staf van de brigade werd naar Noorwegen verplaatst en het personeel vormde de Panzerbrigade Norwegen in oktober 1943.

### Slagorde
- delen schwere Panzer-Abteilung 505
- twee Sturmgeschütz-Abteilungen

## Commandanten
| Rang   | Naam     | Begin           | Eind             |
| ------ | -------- | --------------- | ---------------- |
|        | ??       | 27 juni 1943    | 8 augustus 1943  |
| Oberst | Max Roth | 8 augustus 1943 | 19 november 1943 |